# Tabuadela

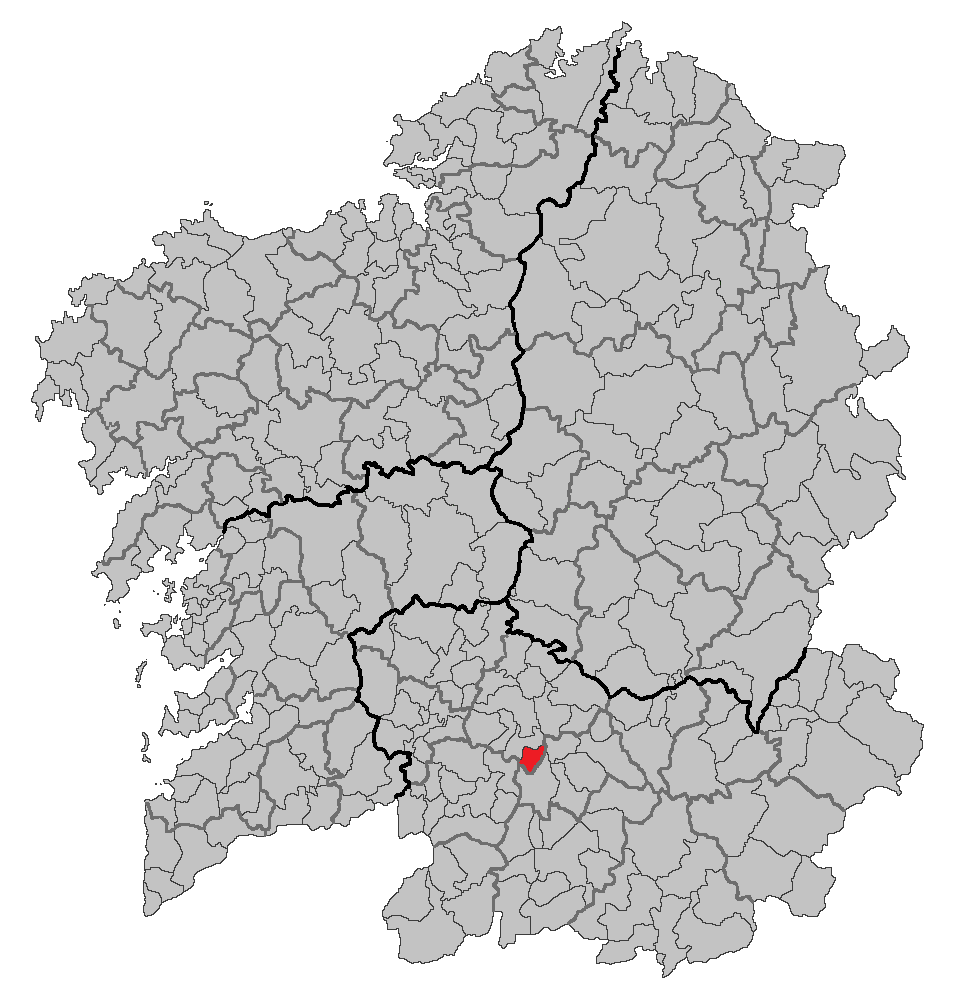
Localização de Tabuadela

Tabuadela (Taboadela) é um município da Espanha na província 
de Ourense, 
comunidade autónoma da Galiza, de área 25,19 km² com 
população de 1680 habitantes (2007) e densidade populacional de 67,10 hab/km².

## Demografia
| Variação demográfica do município entre 1991 e 2004 | Variação demográfica do município entre 1991 e 2004 | Variação demográfica do município entre 1991 e 2004 | Variação demográfica do município entre 1991 e 2004 |
| --------------------------------------------------- | --------------------------------------------------- | --------------------------------------------------- | --------------------------------------------------- |
| 1991                                                | 1996                                                | 2001                                                | 2004                                                |
| 1871                                                | 1756                                                | 1718                                                | 1691                                                |